# Ясински (озеро)
Ясински (фр. Yasinski, англ. Yasinski) — озеро в Канаде в провинции Квебек. Озеро расположено в бассейне залива Джеймс, примерно в 60 километрах от самого залива. Высота над уровнем моря — 142 м.
В юго-западную часть озера впадает река Искутавапу-Сакахиканистику. Из Ясински вытекает река Макватуа, она впадает в залив Джеймс.
Вдоль северо-восточного берега озера проходит дорога Джеймс-Бей-Роуд.